# Stone Cold Steve Austin
Steve Austin, rodným jménem Steven James Anderson, později Steven James Williams, lépe známý pod svým ringovým jménem "Stone Cold" Steve Austin (* 18. prosince 1964 Victoria, Texas), je americký filmový a televizní herec, producent a bývalý profesionální wrestler. Austin zápasil pro mnoho známých wrestlingových organizací jako World Championship Wrestling (WCW) a nejvíce známé World Wrestling Federation (WWF). Podle chairmana WWE (dříve WWF), Vince McMahona, je to nejvíce výnosný wrestler v historii této společnosti, kde získal velkou popularitu ke konci devadesátých let jako "Stone Cold" Steve Austin, neuctivý, pivo pijící antihrdina, který často záporoval McMahonovi, svému šéfovi. Austin byl do WWE Síně slávy uveden v roce 2009.
Austin držel ve své profesionální wrestlingové kariéře celkem dvacet šampionátů, z toho šestkrát WWF šampionát a pětkrát Triple Crown. Také v roce 1996 vyhrál King of the Ring a v roce 1997, 1998 a 2001 Royal Rumble. Byl nucený ze společnosti odejít na začátku roku 2003 kvůli zranění krku a kolene. Po zbytek let 2003 a 2004 se stal spolu generálním ředitelem show Raw. Do roku 2005 pokračoval v občasných vystoupeních. V roce 2011 se Austin do WWE vrátil jako moderátor reality show Tough Enough. V roce 2022 se na Wrestlemanii 38 vrátil zpět do ringu po 19 letech, aby se postavil proti svému soupeři Kevinu Owensovi, jednalo se o překvapení večera a rovněž o Main Event první noci Wrestlemanie 38.
Právě feud mezi Austinem a Vincem pomohl WWF vyhrát souboj sledovanosti mezi WWF Raw a WCW Nitro, tzv. Monday Night Wars. Tento souboj začal v roce 1995 právě vznikem WCW Nitro. Hlavní hvězda Attitude éry.

## Wrestlingová kariéra
World Wrestling Federation/Entertainment

###### 1996 – The Ringmaster
Austin se připojil k WWF na konci roku 1995. Debutoval na začátku roku 1996 pod přezdívkou "The Ringmaster" a jeho manažer Ted DiBiase mu udělil titul "Million Dollar" šampion. Debut v ringu si odbyl 15. ledna v souboji s Mattem Hardym, kterého porazil. Hned poté se zúčastnil eliminačního zápasu Royal Rumblu, ze kterého ho vyřadil Fatu. Následoval feud se Savio Vegou, s kterým měl 31. března svůj první zápas na Wrestlemanii s pořadovým číslem 12, který Austin vyhrál. Feud vyvrcholil na PPV Beware of Dog. Tento zápas vyhrál Savio Vega a manažer Austina, Ted DiBiase, musel opustit WWF.

###### 1996 – Stone Cold – Austin 3:16
Následně Austin začal vyhlížet nový gimmick. Debutoval tedy pod přezdívkou "Stone Cold", která mu vydržela do konce kariéry.
Pod touto přezdívkou začala jeho úspěšná kariéra. Jako první vyhrál Austin 23. června turnaj King of the Ring, když porazil Marco Meru a ve finále Jake Robertse. Po "korunovaci" nového krále ringu Austin použil svůj slogan "Austin 3:16". Následovali zápasy s hvězdami jako The Undertaker, Shawn Michael, Hunter Hearst Helmsley nebo 18. srpna s Yokozunou na Summerslamu. Tento zápas skončil vítězstvím Austina poté, co Youkozuna spadl z rohu ringu, který se poté rozpadl.
V této době se Austin snažil vyprovokovat k zápasu Bret "The Hitman" Harta, který nakonec svolil. Dne 16. listopadu na PPV Survivor Series se tyto dvě hvězdy utkaly o uchazeče o titul šampiona WWF. Stone Cold tento zápas prohrál.

###### 1997 – růst v superstar
Rok 1997 začal Austin vítězstvím v Royal Rumble zápase. Do zápasu nastoupil s pořadovým číslem 4 a jako posledního vyřadil právě Breta Harta (nejdřív Bret Hart vyřadil Austina, to rozhodčí neviděl, Austin se tedy vrátil do ringu a vyřadil Breta Harta). V únoru se zúčastnil svého prvního main event zápasu na PPV In Your House (IYH) 13: Final Four, ve kterém se utkal o uvolněný titul WWF šampiona s Bretem Hartem, Undertakerem a Vaderem. V tomto zápase byl Austin brzo vyřazen poté, co si zranil koleno. Titul získal Hart. Ten hned následující večer ztratil v zápase se Sicho Sidem poté, co do zápasu zasáhl Austin. Jejich feud tedy pokračoval dál. Následující zápas měli v březnu na Wrestlemanii 13 v submission zápase, kde jim dělal speciálního rozhodčího Ken Shamrock. V památném zápase přišel Austin k trhlině na hlavě, z které mu tekla spousta krve. Zápas vyhrál Bret Hart poté, co držel Austina ve svém zakončovacím chvatu Sharpshooter i poté, co zakrvácený Austin ztratil vědomí. Shamrock tedy ukončil zápas, Hart ale stále držel Austina v chvatu. Tímto se uskutečnil double-turn, čímž se Hart stal heel a Austin baby-face. Stone Cold se dočkal odplaty v dubnu na dalším PPV In your House 14, kde Austin vyhrál díky diskvalifikaci (DQ) soupeře poté, co do zápasu zasáhl The British Bulldog. Tímto se stal uchazečem číslo 1 o WWF titul.
Zápas o titul proběhl v květnu na PPV IYH 15 v zápase s Undertakerem. Ten v zápase inkasoval od Austina jeho finisher "Stone Cold stunner", poté však zasáhl Brian Pillman díky němuž vyhrál Undertaker. Opět tedy titul WWF šampiona nezískal.
Ještě v témže měsíci se mu ale podařilo titul získat. Jednalo se o Tag Team titul spolu se Shawn Michaelsem, když se jim podařilo porazit členy The Hart Foundation British Bulldoga a Owena Harta. Následoval feud právě s The Hart Foundation. I přes to, že byli týmový šampioni, se Austin s Michaelsem stále hádali a nakonec se spolu v červnu utkali v turnaji King of the Ring, který skončil diskvalifikací obou zápasníků. Následně se Michaels zranil a týmové tituly jim byli odebrány. Austin si měl určit nového partnera, se kterým se postaví týmu Owena Harta s British Bulldogem o uvolněné tituly. Ten se rozhodl, že se dvojici postaví sám. Později do zápasu zasáhl Dude Love, aby Austinovi pomohl. Ten pomoc přijal a společně se jim podařilo vyhrát týmové tituly.
Feud s The Hart Feudation a především s Owenem Hartem pokračoval dál a vyvrcholil v srpnu na Summerslamu v zápase právě s Owenem o titul Interkontinentálního šampiona. V tomto zápase došlo k regulérnímu zranění Austina, kdy mu Hart nasadil piledriver při kterém došlo ke zlomení krku Austina. Stone Cold však i přes to dokázal zápas improvizovaně dokončit a zápas vyhrál poté, co Hart už předčasně oslavoval v ringu aniž by rozhodčí ukončil zápas. Austinovi se povedlo Harta zezadu nečekaně odpočítat. Kvůli tomuto zranění musel upravit svůj styl zápasní a poznamenalo ho v další kariéře. Kvůli dlouhé absenci mu byly odebrány oba tituly. Intercontinental titul mezi tím získal zpět Owen Hart.
Stone Cold se vrátil už v září toho roku, majitel WWF Vince McMahon mu však sdělil, že ještě není fyzicky připraven. Austin mu následně nasadil "Stunner", načež byl zatčen policií. V následující době tedy nezápasil, ale zasahoval do zápasů Owen Harta, kterého se snažil udržet jako Intercontinental šampiona, aby ho o titul mohl připravit sám. To se mu povedlo v listopadu na PPV Survivor Series.
Tímto skončil feud s The Hart Feundation a Owenem Hartem a začal krátký feud s Nation of Domination a především s Rockym Maiavia (The Rock). Ten díky svému týmu ukradl titul Austinovi. Ten však vyhrál titul zpět, když v zápase použil svůj pickup track. Proto Vince McMahon nařídil odvetu hned následující večer v Raw. Austin se pásu, jako akt vzdoru, vzdal ve prospěch Rocka a následně pás hodil do řeky.

###### 1998 – WWF titul a feud s Vincem McMahonem
V tomto roce se už Austin stal jednou z hlavních hvězd a tahounem WWF (pomohl tomu i odchod Breta Harta do WCW). Opět se mu povedlo na začátku roku vyhrát Royal Rumble, když nastoupil do ringu jako 24. a jako posledního vyřadil právě Rocka. To pro Stone Colda znamenalo další šanci získat titul WWF šampiona na Wrestlemanii 14. Hned následující Raw došlo k roztržce mezi ním, Vincem McMahonem a Mikem Tysonem. Vince ten večer veřejně nesouhlasil s Austinem jakožto možností WWF šampiona. Proto určil Tysona jako speciálního rozhodčího pro zápas o WWF titul mezi Stone Coldem a Shawnem Michaelsem. Tímto se Tyson přidal k frakci Michaelse D-generation X (DX). Mike Tyson nakonec přešel na stranu Austina, když v březnu v samotném zápase na Wrestlemanii 14 odpočítal Michaelse a nakonec ho knock-outoval. Stone Cold tímto získal první titul WWF šampiona a začala Austinova éra.
Následující večer v Raw byl Austinovi předán nový opasek WWF šampiona (tzv. Winged Eagle belt byl nahrazen tzv. Attitude era belt). Pás mu předal Vince McMahon a varoval ho, že neschvaluje jeho vzpurnou povahu a touží po „korporátním“ šampionovi (Corporation byla převážně v devadesátých letech frakce rodiny McMahonových, ve které se vystřídala spousta různých členů). Na to Austin reagoval po svém, když nasadil Vincovi Stunner (jeden z mnoha). Následující týden se zdálo, že se Stone Cold chce s Vincem smířit, když za ním do ringu přišel oblečený v obleku. Ukázalo se, že to je lest a Vince opět dostal Stunner. Následně si měli vše vyříkat ve vzájemném zápase. K tomu ale nedošlo, protože do zápasu zasáhl Dude Love. S ním se Austin utkal v dubnu na PPV Unforgiven. Tento zápas skončil jako „no contest“ protože Stone Cold praštil židlí Vince. Odveta proběhla následující měsíc na PPV IYH:Over the Edge. Austin zápas vyhrál i přesto, že Vince byl rozhodčí a do zápasu zasahovali další členové Corporation. Vince se nadále snažil dělat vše pro to, aby Austina zničil. Velké vítězství se Vincovi povedlo v červnu na PPV King of the Ring ve First Blood zápase, kde se Austin utkal s Kanem o titul. Do tohoto zápasu zase zasáhlo několik členů Corporation. Ve chvíli, kdy byl Kane v bezvědomí a Austinovi se podařilo odvrátit útok Mankinda, omylem Undertaker zasáhl Austina do hlavy židlí, čímž se mu spustila krev. Kane tedy vyhrál zápas a získal titul.
Hned další večer v Raw Austin vyhrál titul zpět. Měsíc na to, na PPV Fully Loaded, se k tomu Austinovi povedlo získat ještě Tag Team tituly, když spolu s Undertakerem porazili právě Mankinda a Kane. Tituly jim ale dlouho nevydrželi a na začátku srpna o ně přišli se stejnými soupeři. Zato WWF titul se Austinovi povedl obhájit ještě v témže měsíci na PPV Summerslam právě proti Undertakerovi. Další obhajoba ho čekala v září na akci IYH: Breakdown v Triple Threat zápase proti bratrům Undertakerovi a Kanovi. Tento zápas skončil poté, co oba bratři zároveň odpočítali Austina. McMahon tedy rozhodl, že titul bude odebrán a rozhodne se v říjnu v zápase mezi Kanem a Undertakerem na PPV Judgmant Day. V tomto zápase byl Austin jako speciální rozhodčí. Zápas skončil poté, co Stone Cold napadl oba účastníky a ukončil zápas jako no contest. Po zápase Vince vyhodil Austina z WWF. Austin se mu pomstil tím, že Vincovi, klečícímu uprostřed ringu, přiložil zbraň k hlavě. Poté se ukázalo, že se jedná o hračku a po zmáčknutí spouště ze zbraně vyletěl praporek s nápisem „Bang! 3:16“. Během tohoto „segmentu“ se Vince také dozvěděl, že Austina znovu přijal do WWF jeho syn Shane McMahon. V listopadu, na PPV Survivor Series, se tedy zapojil turnaje o WWF titul. V tomto turnaji však vypadl v semifinále s Mankindem, poté, co do zápasu zasáhl Shane McMahon. Titul ve finále získal The Rock. Ve smlouvě, kterou Stone Cold podepsal se Shanem, však bylo uvedeno, že vítěz turnaje o WWF titul musí hned následující večer titul obhájit právě s Austinem. Austinovi se podařilo The Rocka porazit díky diskvalifikaci poté, co Undertaker zasáhl Rocka lopatou. Proto titul Austin nezískal. Do konce roku Stone Cold sbíral jen samé výhry, jako poslední zápas v roce měl na PPV Rock Bottom. Tam porazil Undertakera v Buried Alive zápase díky zásahu Kana. Tímto zápasem se Stone Cold kvalifikoval do Royal Rumble zápasu.

###### 1999 – Pokračování feudu s The Corporation
V tradičním lednovém Royal Rumble zápase pokračoval feud mezi Austinem a Vincem. Austin nastoupil do zápasu jako první zatímco Vince jako druhý. Vince vylákal Austina do zákulisí, kde byl přepaden členy Corporation a poté musel být odvezen sanitkou do nemocnice. Stone Cold se však do zápasu vrátil. Vyhrát se mu ale nepovedlo, když ho za pomoci Rocka Vince vyřadil. Další zápas ho čekal v půlce února, kdy porazil Mankinda díky diskvalifikaci. Ještě ten večer ho čekal Corporate Gauntlet zápas, kde se postupně utkal a díky DQ porazil Kena Shamrocka, Testa, Kane, Chynu, Big Bossmana a jako posledního odpočítal Vince. Na akci St. Valentines Day massacre se Austin střetl s Vincem ve Steel Cage zápase o možnost titulového zápasu na Wrestlemanii 15 s The Rockem. Do toho zápasu zasáhl Paul Wight (známý jako Big Show, byl to jeho debut), který ale Austinovi nechtěně pomohl, když ho hodil na stěnu ocelové klece. Ta se s Austinem otevřela a tak měl volnou cestu utéct z klece, čímž vyhrál zápas. Týden před Wrestlemanii přerušuje Stone Cold segment Corporation, když přijede k ringu pivním náklaďákem a postříká pivem Vince, Shana a The Rocka.
Následující měsíc na Wrestlemanii se Austinovi povedlo vyhrát a získal svůj třetí titul WWF. Ten se mu povedlo opět proti Rockovi obhájit v dubnu na PPV Backlash a v květnu na PPV No Mercy UK proti Undretakerovi a Triple H. Na konci května na PPV Over the Edge už o svůj titul přišel, když prohrál s Undertakerem. Následně se z Austina stal generální ředitel WWF a to poté, co se na scéně objevili Linda a Stephanie McMahon. Vince se Shanem tedy vyzvali Austina k Handicap Ladder zápasu právě o post generálního ředitele. Tento zápas Stone Cold prohrál. Další noc v Raw Austin vyzval a následně porazil Undertakera a získal čtvrtý titul WWF šampiona. Titul obhajoval proti stejnému soupeři další měsíc na akci Fully Loaded ve First Blood zápase. Tento zápas měl podmínky, že pokud Austin vyhraje, tak Vince opustí WWF, pokud prohraje, už nikdy nebude moct zápasit o WWF titul. Stone Cold vyhrál po zápasu X-Paca.
Titul držel do srpnového Summerslamu, kde v Triple Threat zápase vyhrál Mankind, který porazil Tripla H a právě Austina. Šanci získat titul zpět měl Stone Cold v říjnu na PPV No Mercy proti Triple H, kterému se povedl titul obhájit poté, co do zápasu zasáhl The Rock a omylem zasáhl Austina perlíkem do hlavy. Stone Cold se měl zúčastnit PPV Survivor Series, ale při této akci ho srazilo vozidlo, takže byl na delší dobu vyřazen z akce (tímto segmentem byl Austin stažen ze všech show, aby mohl podstoupit operaci krku, jehož stav se začal zhoršovat a Austinovi hrozil konec kariéry).

###### 2000 – Návrat
V dubnu se Austin objevil na PPV Backlash, kde pomohl Rockovi porazit Triple H a získat WWF titul. Poté se opět delší dobu neobjevoval na shows. Objevil se až v září na PPV Unforgiven, kde potvrdil po 10 měsících návrat. Komisař Mick Foley zároveň zahájil vyšetřování, aby zjistil, kdo přejel Austina na Survivor Series, přičemž viníkem byl odhalen Rikishi. V říjnu se spolu utkali na PPV No Mercy v zápase No Holds Barred. Tento zápas byl vyhlášen jako No contest poté, co Austin naložil zraněného Rikishiho do svého trucku a pokusil se s ním ujet. V tom mu zabránili úředníci a poté ho zatkla policie. V listopadu měl Austin v Raw Handicap zápas proti Kurtu Anglovi a Rikishimu. Do tohoto zápasu vstoupil Triple H aby oznámil, že on dal Rikishimu pokyn aby přejel Austina. Vzájemný zápas měli v listopadu na Survivor Series. Tento zápas skončil No contest poté, co se zápas přesunul do backstage a na Austina zaútočili The Radicalz. Mezitím se Triple H snažil ujet. což se mu nepovedlo, protože Stone Cold zvedl vysokozdvižným vozíkem vozidlo s Triple H a shodil ho z výšky na zem. Rivalita se tímto vystupňovala. Austin byl opět v plném zápasovém rytmu a do konce roku stihl několik zápasů včetně 2 PPV Rebellion a hlavně Hell in a Cell 6- Way.

###### 2001 – Další WWF titul, The Power Trip, The Alliance
I na začátku roku byl Stone Cold aktivní a pravidelně zápasil. Další úspěch zažil na Royal Rumble. Nejdřív zasáhl do zápasu mezi Triple H a Kurtem Anglem o WWF titul, kde zařídil vítězství Kurta Angle. Následně vyhrál další Royal Rumble zápas i přesto, že ho při nástupu napadl Triple H. Jako posledního Austin vyřadil Kana. Vzhledem k tomu, že se napětí mezi Stone Coldem a Triple H nadále stupňovalo, byl mezi nimi sepsán kontrakt o tom, že do PPV No Way Out mezi nimi nesmí dojít k žádné fyzické konfrontaci. Únorový zápas na No Way Out se měl odehrát s pravidly, které měl určit jeden ze soupeřů. O tom, který z nich to bude určil zápas mezi The Rockem, který zastupoval Triple H a Rikishim, který zastupoval Austina. Tento zápas vyhrál Rock, takže volbu pravidel získal Triple H. Ten určil, že se bude jednat o zápas Two-out-of-three falls (známý také jako Three Stages of Hell) tedy zápas na 3 kola. První kolo, které vyhrál Stone Cold, se mělo odehrát podle běžných pravidel. Druhé kolo bylo podle pravidel Street Fight, to vyhrál Triple H. Poslední kolo byl zápas Steel Cage. To vyhrál Triple H. Došlo k tomu tak, že se oba zápasníci srazili, přičemž Triple H spadl na Austina a v této pozici byl Austin odpočítán. Takto na sobě ještě nějakou dobu leželi v bezvědomí. Vítězem zápasu se tak stal Triple H.
Tímto začal krátký feud s The Rockem, který vedl k zápasu na dubnové Wrestlemanii 17 o titul WWF šampiona. Z vcelku přátelské rivality nakonec rostla nevraživost, protože Vince určil jako manažerku The Rocka manželku Austina Debru. Zápas na Wrestlemanii byl NO DQ, tedy bez možnosti diskvalifikace. Toho využil Vince McMahon a zasáhl do zápasu. Zde prošel Austin heelturnem (stal se záporným charakterem), když přijal pomoc od svého největšího rivala Vince McMahona, a díky němu Rocka porazil. Po zápase si potřásli rukou, čímž potvrdili Austinův heelturn, což se stalo poprvé od roku 1997.
Následující večer v Raw došlo k odvetě ve Steel Cage zápase. V průběhu zápasu do ringu vstoupil Triple H s perlíkem, kde konfrontoval Austina. Po krátké roztržce oba bývalí rivalové zaútočili na Rocka, kterého tak vyřadili na delší dobu z ringu (ve skutečnosti začal natáčet film Král Škorpion). Tímto vznikla frakce The Power Trip. Svůj heel charakter Austin upevnil následující SmackDown, když napadl komentátora WWF a svého přítele Jima Rosse, který s ním dělal rozhovor. Austin během několika příštích měsíců značně změnil svůj charakter tím, že se stal ufňukanou, temperamentní primadonou, která si neustále stěžovala, když cítil, že se jí nedostává respektu. Také si vypěstoval zamilovanost do McMahona, vynaložil velké úsilí, aby na něj udělal dojem, dokonce zašel tak daleko, že ho objal a nosil mu dárky. Následující Raw prohráli s Hardy Boyz. Po zápase je však napadli, včetně jejich členky Lity. Na pomoc jim přišel Kane a Undertaker, kteří byli v té době Tag Team šampioni. Tímto začal krátký feud. Ještě v dubnu se utkali v týmovém zápase na PPV Backlash, ve kterém se zápasilo o titul WWF, Intercontinental (HHH ho získal od Jeffa Hardyho) i Tag Team tituly. Tento zápas vyhrála tým Power Trip. Následující měsíc, poslední Smackdown před PPV Judgment Day, Undertaker prohodil Austina prosklenými dveřmi, načež Stone Colda odvezla sanitka. Ještě ten večer se však Austin vrátil. Na akci Judgment Day se střetli Triple H a Kane o IC titul a Stone Cold s Undertakerem o WWF titul. První zápas vyhrál Kane, zatímco Austin svůj titul obhájil i díky pomoci Triple H. Další večer v Raw obhajovali své Tag Team tituly proti dvojici Chris Jericho(Y2J) a Chris Benoit. Tento zápas Power Trip prohráli a o tituly přišli. Triple H se zároveň zranil a byl na delší dobu vyřazen. Austin s Vincem dále pokračovali ve feudu s Jerichem a Benoitem, který trval do PPV King of the Ring v červnu. Na této akci proběhl Triple Threat zápas ve kterém Austin obhajoval WWF titul právě proti Jerichovi a Benoit. Do zápasu zasáhl Booker T z konkurenční wrestlingové federace WCW, díky čemuž Stone Cold vyhrál.
Mezitím začali útoky členů WCW, ke kterým se přidaly i bývalé hvězdy ECW, na zápasníky WWF. Tato vzniklá Alliance byla vedena Shanem a Stephanie McMahon a Paulem Heymonem (bývalý majitel ECW). Vince se dožadoval návratu „starého Stone Colda“ aby vedl tým WWF proti Allianci na PPV Invasion. Týden před PPV se tak skutečně stalo a „The Rattlesnake“ přišel na pomoc hvězdám WWF, které byly v ringu napadeny přesilou hvězd z Alliance. Stone Cold dal každému protivníkovi Stunner a zachránil tým WWF.
V červenci na PPV InVasion se v hlavním zápase střetl tým WWF (Stone Cold, Kurt Angle, Chris Jericho, Kane, Undertaker) proti týmu Alliance (Diamond Dallas Paige, Booker T, Dudley Boyz, Rhyno). Austin opět potvrdil heel charakter, když se otočil proti týmu WWF a pomohl Allianci vyhrát a stal se jejich lídrem. Tímto začal feud s Kurtem Anglem.
Ve vzájemném titulovém zápase v srpnu na Summerslamu vyhrál Kurt Angle poté, co se Austin nechal záměrně diskvalifikovat. I přes výhru tedy Angle titul nezískal. Následující večer v Raw tým Alliance (pojmenovaný také Lions) oslavovali v ringu udržení Austinova titulu. K ringu ale přijel Kurt Angle s náklaďákem plným mléka a členy Lions v ringu postříkal. Stone Cold se mu pomstil tím, že mu ukradl olympijské medaile (Angle je vyhrál na Olympiade v roce 1996) a hodil je do řeky. Za to Angle unesl Austina, spoutal ho, zavázal mu oči odvezl ho na most a vyhrožoval mu, že ho shodí. Austin začal plakat a prosit o život. Nakonec mu slíbil další zápas o titul. Tímto Austin hodně klesl v očích Lions. Mezitím začaly různé spory a rozbroje v týmu Lions. Například mezi Austin a Rob Van Damem (RVD, nejoblíbenější hvězda z Alliance). Stále však pokračoval feud s Kurtem Anglem. V jedné z show Raw Austin nasadil Piledriver na tvrdou ze, čímž chtěl Anglovi zlomit krk. Ten se vrátil aby se mohl zúčastnit titulového zápasu v září na PPV Unforgiven. Tento zápas Angle vyhrál a získal titul WWF (ukončil nejdelší sérii vládnutí od roku 1996, 175 dnů). Další večer v Raw Austin vyhrál titul zpět, když Kurta zradil William Regal a přidal se na stranu Lions. Další zápas o titul proběhl v říjnu na No Mercy v zápase proti Kurt Anglovi a RVD a v listopadu na Rebellion v zápase s The Rockem (který se vrátil a přidal se k týmu WWF). Oba zápasy Austin vyhrál. Na konci listopadu na Survivor Series byl vyhlášen zápas „Winner takes all“, tedy zápas o všechno mezi WWF a Alliancí. Austin byl lídr týmu Alliance, složený z Shane McMahona, Kurt Angle(který se připojil k Allianci pár týdnů před SS), RVD a Booker T. Lídr týmu WWF byl The Rock, který byl doplněný Undertakerem, Kanem, Big Show a Jerichem. Jako poslední zůstali v ringu Austin s Rockem. Do zápasu nakonec zasáhl Kurt Angle, který pomohl Rockovi vyhrát zápas a zajistit vítězství pro tým WWF. To znamenalo konec pro Allianci a celou Invasion storyline.
Následující večer v Raw Vince odebral Austinovi titul WWF šampiona a předal ho Anglovi jako odměnu. Do ringu ale vstoupil Ric Flair a uvedl, že je nyní polovičním vlastníkem společnosti. Nato přišel do ringu Stone Cold (který dostal face turn) a zaútočil na Kurta a Vince. Poté převzal od Flaira opasek WWF šampiona. Následně byl vyhlášen turnaj o titul Undisputed šampiona (sjednocení WWF a WCW šampiona, kterého držel The Rock) na PPV Vengeance. Mezitím proběhl památný zápas Austin vs Booker T v obchodě s potravinami. V prosinci proběhl zmíněný turnaj, kde Austin porazil Kurt Angla, Chris Jericho porazil The Rocka a ve finále porazil Jericho Austina po zásahu Vince McMahona a Bookera T. Chris Jericho se tedy stal Undisputed šampion. Následující Raw se povedlo Jerichovi titul obhájit.

###### 2002 – Feud s NWO, blížící se konec kariéry
V lednové Royal Rumble nastoupil Austin jako devatenáctý, ale ve finálové čtyřce byl vyřazen Anglem. Následně se mu povedlo porazit Kurta ve vzájemném zápase a získat titulovou šanci na PPV No Way Out proti Jerichovi. Na této únorové akci se objevila frakce New World Order (NWO ve složení Hulk Hogan, Kevin Nash, Scott Hall), kteří konfrontovali Austina. Poté zasáhli do zápasu mezi ním a Y2J, kterému pomohli k obhajobě titulu. Po zápase nasprejovali Austinovi na záda NWO. Tímto začal nový feud Austina. Začali se ale objevovat i zákulisní problémy, kdy Austin nebyl nadšený z návratu Hulka Hogana. Údajně s ním odmítl prohrát na Wrestlemanii 18, zatímco to samé sdělil Vincovi i Hogan ohledně prohry s Austinem. Proto se na Wrestlemanii uskutečnil zápas se Scottem Hall. Předtím ještě došlo k segmentu, kde Austin napadl Halla a na záda mu nasprejoval 3:16. Poté se střetli v Handicap zápase NWO proti Austinovi a Rockovi, kteří zápas prohráli. V březnu na zmíněné Wrestlemanii se Austinovi povedlo Scotta Halla porazit.
Zákulisní problémy však pokračují, když si po Wrestlemanii vzal Stone Cold bez povolení týden volno. Vince uvedl, že to způsobilo zuřivost mezi fanoušky, kteří si kupovali lístky kvůli němu. Austin také dal Vincovi najevo, že se mu nelíbí kam produkt WWF směřuje. Stone Cold se vrátil na začátku dubna v show Raw. WWF vstupovala do nové éry s rozdělenými rostery Raw a Smackdown (mimo to si WWF po rozhodnutí soudu musela změnit název, rozhodla se pro World Wrestling Entertaiment /WWE). Očekávalo se tedy, kam budou jednotlivé hvězdy zařazeny. Stone Cold byl zařazen do Raw.
V následujícím zápase opět porazil Scotta Halla, čímž si vybojoval možnost zápasit o titul WWE. Po zápase nasadí Stunner Ricu Flairovi. V dubnu na PPV Backlash však title shot prohrál s Undertakerem. Pokračoval tedy feud s NWO. V handicap zápase s Big Showem proti NWO prohrál poté, co se Show přidal na stranu NWO. Toho porazil v květnu na PPV Insurrextion, kde byl jako speciální rozhodčí Ric Flair. Následoval týmový zápas Austin, Bradshaw a Flair vs Big Show, X-Pac a Hall. V tomto zápase se na stranu NWO přidal Ric Flair a pomohl jim k vítězství. Následně Austin porazil Booker T, ale po zápase ho napadli NWO a způsobili mu krvavé zranění. Úspěšná odveta přišla v tomtéž měsíci na Judgment Day, když v Handicap zápase porazil Flaira a Big Showa.
I nadále pokračoval feud s Ricem Flairem, ale stále více se projevovali zákulisní problémy. Austin šokoval společnost a fanoušky, když si veřejně stěžoval na směřováni společnosti a kritizoval kreativní tým za způsob, kterým se jeho postava ubírala. Austin měl krátký feud s Eddie Guerrerem, po kterém měl následovat souboj s Brockem Lesnarem v Raw o kvalifikaci na turnaj King of the Ring. Stone Cold však nesouhlasil, když na začátku show Raw zjistil, že má tento souboj prohrát. Tak společnost opustil a scénář musel být přepsán. Austin později vysvětlil, že by vypadal slabě, kdyby prohrál s nováčkem bez jakéhokoliv předchozího budování a, že ještě nebyla správná doba. Po tomto incidentu Vince a Jim Ross Austina „pohřbili“ a přestali s ním počítat do scénářů. Vince poté fanouškům vysvětlil, že ani on ani Jim Ross nedokázal Austina přemluvit aby změnil názor a, že dluží omluvu všem fanouškům , zejména těm, kteří si kvůli němu koupily lístek. Dále si na Austina připil pivem poděkoval mu za všechnu práci. Do konce roku řešil Austin osobní problémy, které vznikaly s jeho manželkou Debrou. Kvůli manželským sporům byl zatčen, za což byl potrestán podmínkou a zákazem pít pivo. Po propuštěni požádal o rozvod. Když vyřešil všechny právní záležitosti veřejně projevil záměr vrátit se do ringu. Do konce roku se sešel s McMahonem a vyřešili své neshody. Pro WWE Raw magazín uvedl, že lituje okolností, které vedly k jeho odchodu ze společnosti a hlubokou lítost nad nepřesnými spekulacemi ohledně údajné zášti k jiným wrestlerům, např. členům NWO. Stále má však výhrady k jeho zápasu na Wrestlemanii se Scottem Hallem, že trval pouze sedm minut a budování zápasu nenaplnilo očekávání fanoušků. Také si stál za tím, že kreativní směřování v té době nebylo dobré. Později přiznal, že měl v roce 2002 velký problém s rolí Triple H (manžel Stephanie McMahon) ve společnosti, ale v roce 2003 své problémy vyřešili. Dále uvedl, že měl menší spor s The Rockem, který byl ale rychle vyřešen. Žádný spor s některou z hvězd WWE však nebyl důvod odchodu ze společnosti. V roce 2014 v podcastu s Vincem uvedl, že po návratu od Vince dostal pokutu 650 000$, později se mu povedlo ji snížit na 250 000 $.

###### 2003–2004 – Návrat, GM Raw
Na začátku roku v show Raw X (10. výročí) vyhrál Austin cenu „Raw superstar of the decade“ a „Raw moment of the decade“. Tato show byla z velké části medializována právě kvůli návratu Austina, což se nakonec nestalo. Vrátil se nečekaně na začátku února v Raw, po skončení show a vypnutí TV kamer. Na TV obrazovky se vrací na konci února na PPV No Way Out, když zaútočil na Erica Bischoffa. Na začátku března se vrací do Raw, kde jeho segment přeruší The Rock, ztvárňující heel charakter, jako samolibá Hollywoodská hvězda. Rock je uražený, že Austin vyhrál cenu „Superstar of the decade“ a vyzývá ho na zápas na Wrestlemanii, na které s Austinem zatím dvakrát prohrál. Stone Cold měl poté pouze jeden zápas, ve kterém porazil Bischoffa na DQ poté, co do zápasu zasáhl Rock. Na březnové Wrestlemanii 19 Rock poráží Austina v jeho posledním zápase. Poté Bischoff propouští Austina, protože Austin tajil své zdravotní problémy.

## Filmografie
| Rok  | Název                      | Role             | Režie              |
| ---- | -------------------------- | ---------------- | ------------------ |
| 2005 | Trestná lavice             | Guard Dunham     | Peter Segal        |
| 2007 | Zabij, nebo budeš zabit    | Conrad           | Scott Wiper        |
| 2009 | Posedlost                  | John Brickner    | Jeff King          |
| 2010 | Cizinec                    | cizinec          | Robert Lieberman   |
| 2010 | Expendables: Postradatelní | Paine            | Sylvester Stallone |
| 2010 | Dcera jako rukojmí         | Jim Rhodes       | Keoni Waxman       |
| 2011 | Knockout                   | Dan Barnes       | Anne Wheeler       |
| 2011 | Hangar 14                  | Tate             | Adamo P. Cultraro  |
| 2012 | Recoil                     | Ryan Varrett     | Terry Miles        |
| 2012 | The Package                | Tommy Wick       | Jesse V. Johnson   |
| 2012 | Maximum Conviction         | Manning          | Keoni Waxman       |
| 2013 | Machři 2                   | Dennis Cavanaugh | Dennis Dugan       |
| 2015 | Smosh: The Movie           | sám sebe         | Alex Winter        |

### Televize
| Rok       | Název                 | Role                 | Poznámka      |
| --------- | --------------------- | -------------------- | ------------- |
| 1999–2000 | Detektiv Nash Bridges | Detektiv Jake Cage   | šest epizod   |
| 2000      | Dilbert               | soudce               | jedna epizoda |
| 2005      | The Bernie Mac Show   | sám sebe             |               |
| 2010      | Chuck                 | Hugo Panzer          | dvě epizody   |
| 2011      | Tough Enough          | sám sebe – moderátor |               |
| 2012      | Redneck Island        | sám sebe – moderátor |               |

## Ve wrestlingu
- Ukončovací chvaty
  - Jako "Stone Cold" Steve Austin
    - Stone Cold Stunner (Stunner)

  - Jako "Stunning" Steve Austin
    - Stun Gun (Flapjack)

  - Jako Ringmaster
    - Million Dollar Dream (Cobra clutch)
- Další chvaty
  - Back body drop
  - Boston crab
  - Catapult
  - Clothesline
  - Leapfrog body guillotine
  - Mudhole Stomp
  - Pointed elbow drop
  - Sleeper hold
  - Spinebuster
  - Stomp
  - STF
  - Suplex
  - Superplex
  - Texas piledriver
  - Thesz press
- Manažeři
  - Paul E. Dangerously
  - Col. Robert Parker
  - Ted DiBiase
  - Paul Bearer
  - Debra
- Přezdívky
  - "Texas Rattlesnake"
  - "Three One Six"
  - "Bionic Redneck"
  - "Toughest Son of a Bitch in the WWF/E"
  - "Superstar"
  - "Stunning"
  - "Stone Cold"
  - "Paranoid Rattlesnake"
- Získané tituly
- WCW World Television Championship (2krát)
- WCW United States Heavyweight Championship (2krát)
- WCW World Tag Team Championship (1krát)
- NWA World Tag Team Championship (1krát)
- WWF Championship (6krát)
- WWF Intercontinental Championship (2krát)
- Million Dollar Championship (1krát)
- WWF Tag Team Championship (4krát)
- King of the Ring 1996
- Royal Rumble (1997,1998,2001)
- WWE Hall of Fame 2009
- Triple Crown Champion (5krát)
- Slammy Award (2krát)